# ダイラーゴ
ダイラーゴ（伊: Dairago）は、イタリア共和国ロンバルディア州ミラノ県にある、人口約6,300人の基礎自治体（コムーネ）。

## 地理

### 位置・広がり

#### 隣接コムーネ
隣接するコムーネは以下の通り。括弧内のVAはヴァレーゼ県所属を示す。
- アルコナーテ
- ブスカーテ
- ブスト・アルシーツィオ (VA)
- ブスト・ガロルフォ
- レニャーノ
- マニャーゴ
- ヴィッラ・コルテーゼ

### 地震分類
イタリアの地震リスク階級 (it) では、4 に分類される
。